# Throston Rural
Throston Rural var en civil parish från 1894 till 1932 då den blev en del av West Hartlepool, i grevskapet Durham, i England. Civil parish hade 822 invånare år 1931.